# Roman Jebavý
Roman Jebavý (* 16. November 1989 in Turnov) ist ein tschechischer Tennisspieler.

## Karriere
Roman Jebavý spielt hauptsächlich auf der ATP Challenger Tour und der ITF Future Tour. Er feierte bislang fünf Einzel- und 36 Doppelsiege auf der Future Tour. Auf der Challenger Tour gewann er bis jetzt zehn Doppelturniere. 2017 gewann er auf der ATP World Tour an der Seite von Jiří Veselý das Turnier in Istanbul und mit Matwé Middelkoop das Turnier in St. Petersburg.
2017 debütierte er für die tschechische Davis-Cup-Mannschaft.

## Erfolge
| Legende (Anzahl der Siege)  |
| Grand Slam                  |
| ATP World Tour Finals       |
| ATP World Tour Masters 1000 |
| ATP World Tour 500          |
| ATP World Tour 250 (4)      |
| ATP Challenger Tour (15)    |

| ATP-Titel nach Belag |
| Hartplatz (1)        |
| Sand (3)             |
| Rasen (0)            |

### Doppel

#### Turniersiege

##### ATP World Tour
| Nr. | Datum              | Turnier        | Belag         | Partner          | Finalgegner                         | Ergebnis  |
| --- | ------------------ | -------------- | ------------- | ---------------- | ----------------------------------- | --------- |
| 1.  | 7. Mai 2017        | Istanbul       | Sand          | Jiří Veselý      | Tuna Altuna Alessandro Motti        | 6:0, 6:0  |
| 2.  | 24. September 2017 | St. Petersburg | Hartplatz (i) | Matwé Middelkoop | Julio Peralta Horacio Zeballos      | 6:4, 6:4  |
| 3.  | 4. August 2018     | Kitzbühel      | Sand          | Andrés Molteni   | Federico Delbonis Daniele Bracciali | 6:2, 6:4  |
| 4.  | 10. Februar 2019   | Córdoba        | Sand          | Andrés Molteni   | Máximo González Horacio Zeballos    | 6:4, 7:64 |

##### ATP Challenger Tour
| Nr. | Datum              | Turnier      | Belag         | Partner           | Finalgegner                           | Ergebnis           |
| --- | ------------------ | ------------ | ------------- | ----------------- | ------------------------------------- | ------------------ |
| 1.  | 14. Juni 2014      | Prag         | Sand          | Jiří Veselý       | Lee Hsin-han Zhang Ze                 | 6:1, 6:3           |
| 2.  | 2. August 2014     | Liberec (1)  | Sand          | Jaroslav Pospíšil | Ruben Gonzales Sean Thornley          | 6:4, 6:3           |
| 3.  | 20. September 2014 | Trnava       | Sand          | Jaroslav Pospíšil | Stephan Fransen Robin Haase           | 6:4, 6:2           |
| 4.  | 20. Juni 2015      | Poprad-Tatry | Sand          | Jan Šátral        | Norbert Gombos Adam Pavlásek          | 6:2, 6:2           |
| 5.  | 3. September 2016  | Como         | Sand          | Andrej Martin     | Nils Langer Gerald Melzer             | 3:6, 6:1, [10:5]   |
| 6.  | 17. September 2016 | Banja Luka   | Sand          | Jan Šátral        | Andrea Arnaboldi Maximilian Neuchrist | 7:63, 4:6, [10:7]  |
| 7.  | 15. Oktober 2016   | Casablanca   | Sand          | Andrej Martin     | Dino Marcan Antonio Šančić            | 6:4, 6:2           |
| 8.  | 19. Februar 2017   | Cherbourg    | Hartplatz (i) | Igor Zelenay      | Dino Marcan Sam Weissborn             | 7:64, 6:74, [10:6] |
| 9.  | 21. Mai 2017       | Heilbronn    | Sand          | Antonio Šančić    | Adil Shamasdin Igor Zelenay           | 6:4, 6:1           |
| 10. | 19. August 2017    | Cordenons    | Sand          | Zdeněk Kolář      | Matwé Middelkoop Igor Zelenay         | 6:2, 6:3           |
| 11. | 5. November 2017   | Eckental (1) | Teppich (i)   | Sander Arends     | Ken Skupski Neal Skupski              | 6:2, 6:4           |
| 12. | 7. August 2021     | Liberec (2)  | Sand          | Igor Zelenay      | Geoffrey Blancaneaux Maxime Janvier   | 6:2, 6:76, [10:5]  |
| 13. | 9. Oktober 2021    | Barcelona    | Sand          | Harri Heliövaara  | Nuno Borges Francisco Cabral          | 6:4, 6:3           |
| 14. | 7. November 2021   | Eckental (2) | Teppich (i)   | Jonny O’Mara      | Ruben Bemelmans Daniel Masur          | 6:4, 7:5           |
| 15. | 2. April 2022      | Marbella     | Sand          | Philipp Oswald    | Hugo Nys Jan Zieliński                | 7:66, 3:6, [10:3]  |

#### Finalteilnahmen

##### ATP World Tour
| Nr. | Datum              | Turnier        | Belag         | Partner          | Finalgegner                     | Ergebnis         |
| --- | ------------------ | -------------- | ------------- | ---------------- | ------------------------------- | ---------------- |
| 1.  | 26. Mai 2018       | Lyon           | Sand          | Matwé Middelkoop | Nick Kyrgios Jack Sock          | 5:7, 6:2, [9:11] |
| 2.  | 21. Juli 2018      | Umag           | Sand          | Jiří Veselý      | Robin Haase Matwé Middelkoop    | 4:6, 4:6         |
| 3.  | 23. September 2018 | St. Petersburg | Hartplatz (i) | Matwé Middelkoop | Matteo Berrettini Fabio Fognini | 6:76, 6:74       |
| 4.  | 31. Juli 2021      | Kitzbühel      | Sand          | Matwé Middelkoop | Alexander Erler Lucas Miedler   | 5:7, 6:75        |